# Zeebee
Eva Engel, conosciuta con il nome d'arte di Zeebee (Aalen, 29 giugno 1965) è una cantautrice, compositrice e produttrice discografica austriaca.
È un'artista poliedrica, nota per il suo stile musicale eclettico e innovativo: la sua musica fonde una grande varietà di generi, tra cui jazz, pop, elettronica, trip hop, dub, folk, musica acustica e musica classica.
La sua voce è spesso paragonata a quella di artisti come Billie Holiday, Beth Gibbons dei Portishead e Alison Shaw dei Cranes, caratterizzata da un timbro caldo e sensuale che si adatta perfettamente alle atmosfere intime e sofisticate delle sue composizioni.
Il nome Zeebee viene dalla pronuncia tedesca delle lettere CB, abbreviazione di cyberbabe.

## Biografia e carriera
Zeebee ha iniziato a registrarsi dall'età di cinque anni. A 17 anni, è andata in tournée in Inghilterra con la band Pigbag, e alla fine degli anni '80 ha pubblicato un album con la sua band di allora, i D-Sire, per l'etichetta svizzera Off Course.
Dal 1999, attraverso internet, inizia a connettersi con vari cantautori da tutto il mondo e a collaborare con loro. Nel gennaio 2004 pubblica il suo album di debutto Chemistry (con l'etichetta indipendente Angelika Köhlermann), ricevendo commenti positivi da parte di stampa e radio. Tra 2004 e 2005 scrive il suo secondo album, Priorities, che esce nel 2006 (Angelika Köhlermann/Monkey Music).
Dal 2007 collabora con il musicista e produttore Klaus Waldeck, anche lui austriaco, con il quale realizza l'album Ballroom Stories: il disco riscuoterà grande successo, diventando uno degli album più popolari e rappresentativi della discografia dello stesso Waldeck. Nello stesso anno, il 6 luglio, Zeebee prende parte al Montreux Jazz Festival.
Il 21 aprile 2008, Zeebee partecipa insieme alla Jugendsinfonieorchester Dornbirn e a Klaus Waldeck al concerto di beneficenza per Medici senza Frontiere, tenutosi alla Wiener Konzerthaus di Vienna.
Il 19 marzo 2010, esce il suo album solista Be My Sailor: il disco è stato descritto come un lavoro maturo e potente, che evidenzia la sua crescita come artista e la sua capacità di navigare tra diversi stili musicali.
Il 23 settembre 2019 esce il singolo Wunderbar, seguito il 4 febbraio 2020 da Blue is the Beginning: entrambi i brani sono firmati Waldeck feat. Zeebee.
Il 3 luglio 2020, esce l'album di Waldeck Grand Casino Hotel; Zeebee è autrice e cantante in varie canzoni del disco: la traccia di apertura So strong, Sexy Thing, I Need to Let You Go e Blue is the Beginning.

## Discografia

### Album
- 1987 - D-Sire Moving Back And Forward (Off Course)
- 2004 - Chemistry (Angelika Köhlermann)
- 2006 - Priorities (Angelika Köhlermann/Monkey Music)
- 2007 - Ballroom Stories di Klaus Waldeck (autrice e cantante - Dope Noir)
- 2010 - Be My Sailor (Dope Noir)
- 2020 - Grand Casino Hotel di Klaus Waldeck (autrice e cantante - Dope Noir)

### EP
- 2003 - Tender, (zeebeemusic)
- 2005 - Cartoonboom Video EP (Angelika Köhlermann)
- 2008 - In Peace We Live EP per Medici senza Frontiere (Dope Noir)
- 2010 - In Peace We Live EP (Dope Noir)

### Singoli
- 2010 - Jealous (Dope Noir)
- 2019 - Wunderbar (Waldeck ft. Zeebee - Dope Noir)
- 2020 - Blue is the Beginning (Waldeck ft. Zeebee - Dope Noir)